# Йюльденстольпе, Нильс
Граф Нильс Йюльденстольпе-аф-Нор (швед.  Nils Gyldenstolpe af Noor; 5 ноября 1642, Турку — 4 мая 1709, Стокгольм) — шведский государственный и дипломатический деятель, глава правительствав Швеции, канслипрезидент (швед. Kanslipresident), (июль 1702—21 декабря 1705 и 21 декабря 1705—4 мая 1709).
Сын юриста и священника. После окончания Королевской академии Або поступил на службу в Королевскую канцелярию, в 1664 году был назначен секретарём по судебному аудиту, в следующем году — секретарём аудита. В 1669—1675 годах служил секретарем посольства в нескольких шведских миссиях за рубежом. В 1679—1687 годах был посланником в Голландии.
В 1687 году был назначен канцлером казначейства, считался главным помощником короля Карла XI. В том же году возведён в баронское достоинство. После закрытия риксдага в 1690 году удостоен высоких наград и назначен в королевский совет, стали графом, председателем юридической комиссии, губернатором и ректором Лундского университета .
В 1702—1705 и 1705—1709 годах — возглавлял правительство Швеции.